# Delmenhorst
Delmenhorst é uma cidade da Alemanha localizada no estado da Baixa Saxônia.
Delmenhorst é uma cidade independente (Kreisfreie Städte, ou distrito urbano: Stadtkreis), possuindo estatuto de distrito (kreis).